# Claude Reiter
Claude Reiter (* 2. Juli 1981) ist ein ehemaliger luxemburgischer Fußball-Nationalspieler. 
Der Innenverteidiger kommt aus der Jugend des US Rambrouch und spielte von 1999 bis zu seinem Karriereende 2010 für Union Luxemburg, Jeunesse Esch und Etzella Ettelbrück in der Nationaldivision und bestritt insgesamt 225 Spiele (7 Tore).

## Nationalmannschaft
- 37 A-Länderspiele (1 Tor) für die luxemburgische Nationalmannschaft.
- Sein einziges Tor für Luxemburg schoss Claude Reiter bei der 1:5-Niederlage gegen Russland am 8. Oktober 2005 in Moskau.

| Personendaten    | Personendaten                  |
| ---------------- | ------------------------------ |
| NAME             | Reiter, Claude                 |
| KURZBESCHREIBUNG | luxemburgischer Fußballspieler |
| GEBURTSDATUM     | 2. Juli 1981                   |